# Arsiani-Gebirge
Das Arsiani-Gebirge (georgisch არსიანის ქედი; türkisch Yalnızçam Dağları) ist ein Gebirgszug in Georgien und in der Türkei.
Das Arsiani-Gebirge befindet sich im Nordwesten des Armenischen Hochlands.
Es erstreckt sich über eine Gesamtlänge von etwa 150 km in Nord-Süd-Richtung. Dabei bildet es die Wasserscheide zwischen Çoruh (Tschorochi) im Westen und Kura im Osten.
Es wird im Norden durch das Flusstal des oberen Adschariszqali vom westlichen Ende des Kleinen Kaukasus getrennt.
Der mittlere und südliche Teil des Arsiani-Gebirges liegt in der Ost-Türkei. Am südwestlichen Rand des Gebirgszugs befindet sich der Zusammenfluss von Oltu Çayı und Çoruh.
Die höchste Erhebung bildet der 3165 m hohe Arsian (Yalnızçam).
Das Gebirge besteht aus Glimmerschiefer, Sandstein sowie vulkanischen Sedimenten.
Die Hanglagen sind mit Wald bedeckt, während auf den Bergkämmen alpine Vegetation vorherrscht.

## Berge (Auswahl)
Im Folgenden sind eine Reihe von Gipfeln entlang dem Hauptkamm der Arsiani-Gebirges sortiert in Nord-Süd-Richtung aufgelistet:
- Arsian (3165 m) (⊙), Türkei